# 카코 리온
카코 리온(일본어: 加古 臨王, 1980년 9월 23일 ~ )은 일본의 배우, 성우이자 연출가로, 도쿄도 출신이며, Spacenoid Company 소속다.